# Bilal Ouadghiri
Bilal Ouadghiri, né le 3 août 2001 à Fès (Maroc), est un footballeur marocain jouant au poste défenseur central au Fath US.

## Biographie

### En club
Bilal Ouadghiri naît à Fès au Maroc et intègre dès son plus jeune âge le centre de formation du MAS de Fes. Il est formé en même temps que ses coéquipiers Salaheddine Alami et Hamza El Janati.
Lors de la saison 2020-21, il entre en jeu le 19 avril 2021 et dispute ses premières minutes en professionnel avec le MAS de Fes face au SC Chabab Mohammédia en entrant en jeu à la place de Karim El Oualadi à la 66e minute (match nul, 1-1). Lors de cette saison, il ne dispute qu'un seul match et termine son année à la septième place du classement de la Botola Pro.
Lors de la saison 2021-22, il s'impose en tant qu'élément clé et reçoit le 25 décembre 2021, sa première titularisation à domicile face à l'IR Tanger (victoire, 2-1). Le 15 mai 2022, il inscrit son premier but contre son camp face au SC Chabab Mohammédia (victoire, 1-3). 
Le 18 janvier 2023, il inscrit son premier but professionnel face à l'AS FAR (défaite, 2-1).

### En sélection
Le 21 mars 2021, il reçoit une première convocation en sélection nationale pour un stage de préparation à Saïdia avec l'équipe du Maroc -20 ans sous la houlette du sélectionneur Zakaria Aboub.
Le 3 octobre 2021, il figure dans la liste des convoqués de l'équipe du Maroc olympique entraînée par Hicham Dmii pour un stage de préparation au Centre sportif de Maâmora à Salé.
Le 22 mars 2023, il rejoint le Maroc olympique sous le nouveau sélectionneur Issame Charaï pour un match amical face à la Côte d'Ivoire olympique à Rabat dans le cadre des préparations à la Coupe d'Afrique des nations de football des moins de 23 ans qui se déroulera au Maroc en 2023,. Lors de ce match, il est titularisé mais encaisse trois buts (défaite, 2-3). Deux jours plus tard, il figure sur le banc lors d'un nouveau match amical face au Togo olympique, ne faisant aucune entrée en jeu (victoire, 2-0).